# Années 150 av. J.-C.
Les années 150 av. J.-C. couvrent les années de 159 av. J.-C. à 150 av. J.-C.

## Événements

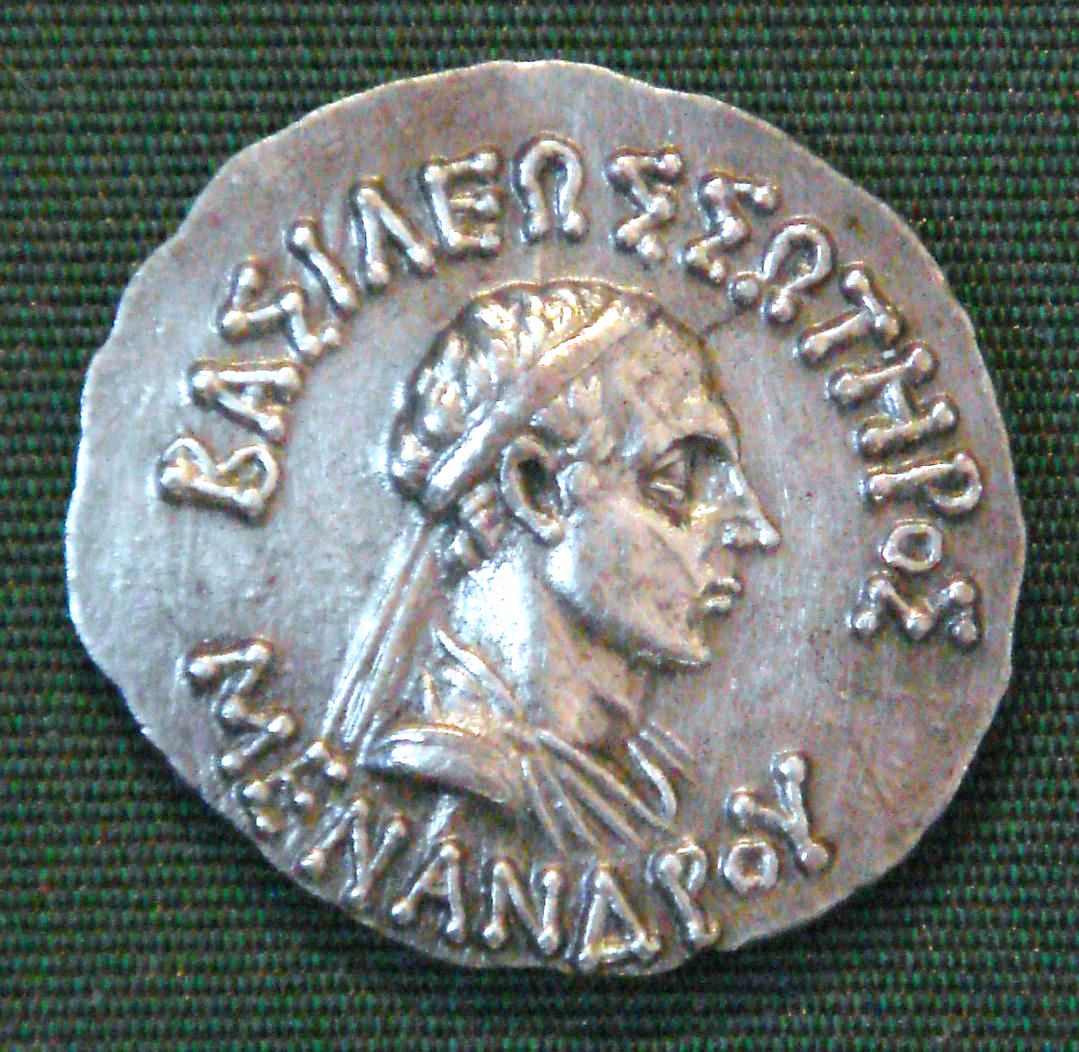
Pièce de Ménandre Ier.

- Vers 166 ou 155-135 av. J.-C. : règne en Inde de Ménandre Ier (Milinda), roi indo-grec du Pendjab[1]. Il aurait conduit une expédition dans la vallée du Gange, vers Pataliputra (Patna). Ménandre Ier est célèbre par ses conversations philosophiques avec le sage bouddhiste Nagasena, consignées dans le Milindapañha. Il se serait converti au bouddhisme[2].
- Vers 160-121 av. J.-C. : les chefs Luern (vers 160-130 av. J.-C.) et Bituitos (vers 130-121 av. J.-C.) constituent un Empire arverne au centre de la Gaule[3].
- 155-133 av. J.-C. : révoltes en Espagne, durement réprimées par Rome : Guerre lusitanienne (155-152 av. J.-C.), Guerre de Numance 154-133 av. J.-C.)[4]. La guerre pour l’indépendance (la guerre de feu décrite par Polybe) se prolonge pendant vingt-et-un ans.
- 155-153 av. J.-C. : seconde Guerre crétoise menée par Rhodes contre les pirates crétois[5].
- 154 av. J.-C. : rébellion des sept États contre la dynastie Han en Chine[6].

- Vers le milieu du IIe siècle av. J.-C., Nicandre de Colophon note que les Celtes recueillent des oracles auprès des tombes de leurs guerriers défunts, où ils passent des nuits entières[7].

## Personnages significatifs
- Alexandre Ier Balas
- Attale II
- Carnéade
- Caton l'Ancien
- Critolaos
- Démétrios Ier Sôter
- Diogène de Babylone
- Jonathan (hasmonéen)
- Massinissa
- Scipion Émilien
- Viriatus